# Попаснянська волость
Попаснянська волость — адміністративно-територіальна одиниця Новомосковського повіту Катеринославської губернії.
Станом на 1886 рік — складалася з 9 поселень, 9 сільських громад. Населення — 4656 осіб (2375 осіб чоловічої статі та 2281 — жіночої), 1631 дворових господарств.
|                     | Площа, десятин | У тому числі орної, десятин |
| ------------------- | -------------- | --------------------------- |
| Сільських громад    | 3309           | 2745                        |
| Приватної власності | 18272          | 2803                        |
| Іншої власності     | 361            | 250                         |
| Загалом             | 21942          | 5798                        |

Найбільші поселення волості:
- Попасне — село при балці Попаснівській в 30 верстах від повітового міста, 1055 осіб, 190 дворів, православна церква, 2 лавки. За версту — цегельний завод.
- Андріївка — село при річці Самарі, 694 особи, 130 дворів, православна церква.
- Всевятська — село при балці Пригульній, 794 особи, 161 двір.
- Михайлівка — село при річці Самарі, 768 осіб, 161 двір, православна церква, лавка.
- Новостепанівка — село при балці Ісаковій, 672 особи, 120 дворів.